# Саксония-Майнинген
Саксония-Майнинген (на немски: Herzogtum Sachsen-Meiningen) е Ернестинско херцогство на род Ернестини, клон на род Ветини в Свещената Римска империя, намиращо се в днешна федерална провинция Тюрингия, Германия, през 1681 – 1918 г. От 1871 г. Саксония-Майнинген е една от 26-те държави на Германска империя (1871-1918) (Deutscher Kaiserreich). Херцогската резиденция и столица е днешният град Майнинген.

## История
Първият херцог е Бернхард I (* 1649, † 1706) от 1680 до 1706 г.
На 12 ноември 1826 г. Саксония-Кобург-Заалфелд дава Саксония-Заалфелд на Саксония-Майнинген. Затова получава части от херцогството Саксония-Гота.
Херцогството Саксония-Майнинген става република през 1918 г., наречена „Свободна държава Саксония-Майнинген“, а на 1 май 1920 г. влиза в състава на Ваймарската република като федерална провинция Тюрингия (Land Thüringen), със столица Ваймар. Днес части се намират в Свободната държава Тюрингия, част от Германия.
След 1918 г. херцозите се наричат „Принц на Саксония-Майнинген, херцог в Саксония“ (на немски: Prinz von Sachsen-Meiningen Herzog zu Sachsen) и са глава на семейния съвет на род Саксония-Майнинген. От 1984 г. до днес глава на династията е Фридрих-Конрад фон Саксония-Майнинген (* 1952).

## Галерия
- Резидентен дворец Елизабетенбург
- Големият палат в Майнинген
- Малкият палат в Майнинген
- Дворец Алтенщайн в окръг Вартбург, Тюрингия
- Дворец Хелденбург, окръг Хилдбургхаузен, Тюрингия
- Дворец Ландсберг в Майнинген
- Ловен дворец Фазанери, в село Хермансфелд, община Рьонблик, окръг Шмалкалден-Майнинген, Тюрингия
- Вила Шарлота, гр. Тремедзо, регион Ломбардия, Италия